# The Ultra Chrome, Latex and Steel Tour
The Ultra Chrome, Latex and Steel Tour — американский концертный мини-тур британской нью-вейв группы Duran Duran, проходивший по США и Канаде в период с 12 ноября по 16 декабря 1997 года и предпринятый в поддержку восьмого студийного альбома Medazzaland, вышедшего месяцем ранее. Это первый тур для музыкантов без бас-гитариста Джона Тейлора, вышедшего из состава группы в январе того же года и первый с сессионным музыкантом — Уэмом Вехмиллером, который заменил его на живых концертах и сотрудничавшего с группой вплоть до 2001 года, когда группа объявила о своем воссоединении в классическом составе.

## Сет-лист
1. «Medazzaland» (инструментальное вступление)
2. «Big Bang Generation» (Medazzaland, 1997)
3. «Hungry Like The Wolf» (Rio, 1982)
4. «Who Do You Think You Are?» (Medazzaland, 1997)
5. «Electric Barbarella» (Medazzaland, 1997)
6. «A View To A Kill» (самостоятельный сингл, 1997)
7. «Out Of My Mind» (Medazzaland, 1997)
8. «Michael You’ve Got A Lot To Answer For» (Medazzaland, 1997) 1
9. «Save A Prayer» (Rio, 1982)
10. - «Be My Icon» (Medazzaland, 1997)
  - «Buried in the Sand» (Medazzaland, 1997)
11. - «Anyone Out There» (Duran Duran, 1981)
  - «Buried in the Sand» (Medazzaland, 1997)
  - «Come Undone» (The Wedding Album, 1993)
12. - «Buried in the Sand» (Medazzaland, 1997)
  - «Come Undone» (The Wedding Album, 1993)
  - «Anyone Out There» (Duran Duran, 1981)
13. - «Come Undone» (The Wedding Album, 1993)
  - «Friends of Mine» (Duran Duran, 1981)
  - «Anyone Out There» (Duran Duran, 1981)
14. - «So Long Suicide» (Medazzaland, 1997)
  - «Girls on Film» (Duran Duran, 1981)
  - «Careless Memories» (Duran Duran, 1981)
  - «Secret Oktober» (би-сайд сингла Union of the Snake, 1983)
15. - «Careless Memories» (Duran Duran, 1981)
  - «Secret Oktober» (би-сайд сингла Union of the Snake, 1983)
  - «Ordinary World» (The Wedding Album, 1993)
16. - «Secret Oktober» (би-сайд сингла Union of the Snake, 1983)
  - «Ordinary World» (The Wedding Album, 1993)
17. - «Ordinary World» (The Wedding Album, 1993)
  - «Rio» (Rio, 1982) 2
18. «Rio» (Rio, 1982)2

Вторая часть сет-листа тура менялась в зависимости от концерта и добавлением в него группой других песен.
- 1 Песня не исполнялась после 19 ноября
- 2 Песня была завершающей в сет-листе всех концертов тура

## Музыканты

### Duran Duran
- Саймон Ле Бон — вокал
- Уоррен Кукурулло — гитара, бэк-вокал
- Ник Роудс — клавишные

### Сессионные музыканты
- Уэс Вахмиллер — бас-гитара
- Стив Александер — ударные